# Lila Pastoriza
Lila Victoria Pastoriza (Mar del Plata, Argentina, 25 de febrero) es una periodista, exmilitante de Montoneros y sobreviviente del centro clandestino de detención de la Escuela de Mecánica de la Armada (ESMA), donde estuvo secuestrada entre el 15 de junio de 1977 y el 25 de octubre de 1978. Fue testigo durante el Juicio a las Juntas Militares y participante activa de los espacios de memoria luego de la recuperación de la democracia. Junto al escritor argentino Rodolfo Walsh, fue integrante del grupo que fundó y dirigió la agencia de noticias clandestina ANCLA.

## Infancia y juventud
Nació un 25 de febrero en Mar del Plata, durante unas vacaciones familiares. Luego su familia se trasladó a la ciudad de Río Cuarto, Provincia de Córdoba, donde realizó sus estudios primarios y secundarios.
Estudió Derecho en la Universidad de Buenos Aires, donde desarrolló actividades en el centro de estudiantes como parte de la Comisión de Apoyo a la Revolución Cubana. Luego realizó estudios en Sociología y participó de la agrupación "Carta Abierta".
Fue militante en la Federación Juvenil Comunista y en Vanguardia Revolucionaria. Además, integró grupos que en los años 1966 y 1967 apoyaron la incursión de Ernesto "Che" Guevara en Bolivia. Más tarde militó en la Juventud Peronista y en Montoneros, y trabajó en la revista Información, dirigida por Enrique "Jarito" Walker.

## Participación en ANCLA
Fue convocada por Rodolfo Walsh, junto con otros tres militantes montoneros, para la creación de la Agencia de Noticias Clandestina (ANCLA), una publicación que funcionó entre junio de 1976 y septiembre de 1977. Desde la clandestinidad, ANCLA informaba y denunciaba, a nivel nacional e internacional, la censura y la represión de la última dictadura militar en Argentina. 
La revista contaba con la conducción política de Walsh, quien formó al equipo de redacción, del cual Pastoriza actuó como responsable. Luego del asesinato de Walsh, sus compañeros de redacción Carlos Aznárez y Lucila Pagliai se exiliaron para continuar la revista desde el exterior. Pastoriza permaneció en el país para organizar la red informativa necesaria para operar la revista desde el extranjero, pero fue secuestrada antes de finalizar dicha labor. Horacio Verbitsky y Luis Guagnini continuaron la actividad de la revista hasta septiembre de 1977.

## Secuestro, detención en la ESMA y exilio
Pastoriza fue secuestrada el 15 de junio de 1977 en la ciudad de Buenos Aires, en una operación a cargo del Servicio de Inteligencia Naval. Fue llevada a la ESMA, donde permaneció, en condiciones inhumanas de cautiverio, hasta el 25 de octubre de 1978. Durante su detención, fue obligada a realizar tareas en la construcción de un archivo periodístico. Su esposo Eduardo Jozami, periodista y militante político, también estuvo detenido entre 1976 y 1983.
Tras su liberación, el 25 de octubre de 1978, la Armada Argentina la embarcó en un vuelo con destino a Madrid, junto a Pilar Calveiro. Vivió un tiempo en Madrid y luego se trasladó a Valencia. Durante el exilio en España, presentó un informe sobre su cautiverio en la ESMA ante el Alto Comisionado de las Naciones Unidas para los Refugiados (ACNUR). Más tarde se trasladó a México, país en el que trabajó como periodista, además de participar en la Casa Argentina de Solidaridad. También se reencontró con Eduardo Jozami, luego de que este fuera liberado.

## Retorno al país y años recientes
Tras el retorno de la democracia y el comienzo de los juicios por el terrorismo de Estado, Pastoriza viajó en 1984 a Argentina para declarar ante la Comisión Nacional sobre la Desaparición de Personas (CONADEP). En abril de 1985 regresó definitivamente a Argentina, junto a su esposo. A su retorno, comenzó a trabajar en El Periodista. 
Declaró en numerosos juicios, entre ellos el Juicio a las Juntas y la Megacausa ESMA, testificando sobre las víctimas y represores que pudo reconocer, así como sobre los denominados "traslados", prácticas de exterminio conocidas como vuelos de la muerte.
Trabajó en el proyecto del Parque de la Memoria. Participó en el grupo de organizaciones de derechos humanos Memoria Abierta y dirigió, junto a María Moreno, la colección "Militancias", publicada por la editorial Norma. Ocupó un rol importante en la recuperación del edificio de la ESMA como espacio de memoria a partir del año 2004.

Fue imputada y luego sobreseída, junto a Mario Firmenich, Horacio Verbitsky, Laura Silvia Sofovich y Miguel Ángel Lauletta, en la causa por el atentado contra la Policía Federal Argentina de 1976, atribuido a Montoneros. La Cámara de Casación Penal confirmó el sobreseimiento en 2011 por extinción de la acción penal por prescripción. Los jueces Raúl Madueño, Juan Fégoli y Mariano González Palazzo descartaron que se tratara de un crimen de lesa humanidad y consideraron que era una imputación "generalizada" que adolecía de "orfandad probatoria". El 10 de julio de 2012 la Corte Suprema de Justicia rechazó un recurso de la querella, por lo cual el fallo quedó firme.
Actualmente, Pastoriza escribe para diferentes medios argentinos como Página 12, Revista Haroldo y Revista Cítrica.